# Shisiwa Mbuzi (Wenefu)
Shisiwa Mbuzi ist eine die Insel im Archipel südlich von Mohéli im Inselstaat Komoren.

## Geographie
Die Insel gehört zum Parc marin de Mohéli, südlich von Moheli. Der Archipel vor der Südküste von Moheli besteht aus fünf großen Inseln, die sich fingerförmig nach Süden ins Meer erstrecken, sowie zahlreichen kleinen Felseninseln und Riffen.
Mbuzi ist eine der kleineren Inseln und westlich der Insel Shisiwa Wenefu vorgelagert, zusammen mit dem Riff Rocher Noir.
Die Insel selbst wurde als Ziegenweide genutzt. Im Westen schließt sich die größere „Doppelinsel“ Shisiwa Kandzoni an.